# Születésellenesség
A születésellenesség vagy antinatalizmus olyan filozófiai alapállás, amely negatív értéket tulajdonít a születésnek. A születésellenesek szerint az embernek tartózkodnia kell a szaporodástól, mivel az erkölcsileg rossz (sőt egyesek az összes érző lény szaporodását erkölcsileg rossznak tekintik). Ezt különféle érvekkel támasztják alá a tudományos és irodalmi munkákban. A gondolatnak, hogy jobb lett volna meg se születni, az első ismert megfogalmazásai az ógörög korszakból ismertek.  Az antinatalizmus szó a natalizmus vagy pronatalizmus ellentéte, és Théophile de Giraud (született 1968-ban) használhatta először, L'art de guillotiner les procréateurs: Manifeste anti-nataliste című könyvében.

## Érvelés

### A vallásokban
Hari Singh Gour a következőképpen értelmezi Buddha tanításait, többek között a  négy nemes igazságot és a Mahávaggat

„Buddha kora pedáns stílusában adja elő állításait. Soritesek formájába önti őket; de ezen a módon hibádzik a logika, és valójában ezt akarja átadni: Feledve a szenvedést, aminek az élet ki van téve, az ember gyermekeket nemz, és ezzel az öregkor és a halál okát. Ha felismerné, ezzel a cselekedetével mit ad hozzá a szenvedéshez, tartózkodna a gyermekek nemzésétől; és ezzel véget vetne az öregség és a halál munkálkodásának.”

A markioniták úgy hitték, hogy a látható világ egy kegyetlen, féltékeny és dühös demiurgosz, Jahve gonosz alkotása. E tanítás szerint az embereknek el kell utasítaniuk őt, elhagyni az ő világát, nem nemzeni újabb embereket, és bízni a távoli, könyörületes és jó Istenben.
Az aszketikus enkratiták a születést a halál előidézőjének tekintették. Úgy gondolták, a halál úgy győzhető le, ha az ember tartózkodik a nemzéstől: "nem termel takarmányt a halálnak".
A manicheusok, a bogumilok és a katharok  hite szerint a nemzés a gonosz ügyekbe való bebörtönzésre ítéli a lelket. A nemzést a gonosz isten vagy a sátán eszközének tartották, amellyel az isteni elemet foglyul ejti az anyagban, hogy ezen a módon kínozhassa meg.

### Az örökbefogadás
Herman Vetter, Théophile de Giraud, Travis N. Rieder, Tina Rulli, Karim Akerma és Julio Cabrera úgy érvelnek, hogy a nemzés morálisan problematikus aktusa helyett úgy tehetünk jót, ha már megszületett gyermekeket fogadunk örökbe. De Giraud azzal érvel, hogy segítségre szoruló gyermekek milliói élnek a világon.

### Segítség az éhezőknek
Stuart Rachels és David Benatar azzal érvelnek, hogy amikor óriási számban élnek a nyomorban emberek, abba kellene hagynunk a gyermeknemzést, és az erőforrásokat a gyermekek helyett a szegényekre fordítanunk.

## Realizmus
Egyes születésellenesek szerint a vágy a gyermekekre abból ered, hogy a legtöbb ember nem képes a realitásokat megfelelően értékelni.

## Abortusz
A születésellenesség formálja az abortuszról alkotott nézeteket is. David Benatar szerint például valaki akkor válik morálisan releváns értelemben létezővé, amikor öntudatra ébred, amikor a magzat érző lénnyé válik, és eddig a pontig az abortusz morális, míg a terhesség fenntartása erkölcstelen. A születés előtti fájdalomérzékelést kutató EEG vizsgálatokra hivatkozva Benatar azt állítja, hogy a magzati öntudat nem jelenik meg korábban, mint a terhesség 28-30. hete, és ez előtt a magzat nem képes fájdalmat érezni.

## Az állatokra kiterjesztve
Egyes antinatalisták szerint az érző állatok esetében is morálisan rossz a szaporodás, a sterilizációjuk pedig erkölcsileg jó. Karim Akerma az állatokra is vonatkozó születésellenességet univerzális antinatalizmusként definiálja. 

## Kritikák
A születésellenesség egyik kritikája a születéshez kapcsolódó pozitív értékekre hivatkozik. Az életelégedettséget kutató felmérések azt mutatják, hogy az emberek nagy többsége boldog, ami arra utal, hogy a szaporodás előnyei nagyobbak, mint a belőle fakadó károk, tehát a nemzés morálisan igazolt. David Wasserman születésellenesség-kritikájában kritizálja többek között David Benatar érvelését és a beleegyezés lehetetlensége érvelést.

## Fordítás
Ez a szócikk részben vagy egészben  az   Antinatalism című angol Wikipédia-szócikk ezen változatának fordításán alapul.  Az eredeti cikk szerkesztőit annak laptörténete sorolja fel. Ez a jelzés csupán a megfogalmazás eredetét és a szerzői jogokat jelzi, nem szolgál a cikkben szereplő információk forrásmegjelöléseként.